# Исхак-бей Хамидид
Мубаризеддин Исхак-бей (тур. Ishak Bey, ум. не позднее 1335) — правитель бейлика Хамидогуллары, сын Дюндара-бея.

## Биография
Отцом Исхака был Дюндар-бей, которого считали самым могущественным из современных ему анатолийских беев. Поскольку анатолийские беи перестали признавать власть ильхана, в 1326 году бейлербей Анатолии сын Чобана, Тимурташ, разорил бейлики Караманидов и Эшрефидов. Затем Тимурташ напал на Дюндара-бея, который не смог оказать сопротивления и бежал в Аланию. Племянник Дюндара, правивший в Алании, выдал дядю Тимурташу. Дюндар был казнён, к началу 1327 года его уже не было в живых.
Когда Дюндар-бей погиб, Исхак-бей уехал в Египет, желая отомстить за отца. Сын Исхака, Хызыр, управлял в Эгридире северной частью бейлика от имени отца, пока тот был в Египте. Исхак привёз в Каир письмо от Караманоглу Ибрагима-бея, находившегося в союзе с мамлюками, к султану Мелик Насыру. Перед лицом султана Исхак обвинил Тимурташа в убийстве Дюндара и потребовал наказания для убийцы. Согласно источникам, Мелик ан-Насир изменился в лице после прочтения содержания письма. Он поставил Исхака и Тимурташа лицом к лицу и дал Исхаку обвинить убийцу отца, а затем попросил у Тимурташа объяснений. Позже султан ан-Насир написал Караманоглу ответ, сообщив, что признал Тимурташа виновным. Послы ильхана Абу Саида Хана требовали выдать им Тимурташа, в итоге султан ан-Насир решил, что самым лучшим будет казнить Тимурташа. В августе 1428 года убийца Дюндара был казнён. Когда Исхак вернулся в Эгирдир в 1328 году, временное правление его сына Хызыра закончилось, и Хызыр опять стал править в Улуборлу. Исхак получил всю территорию своего отца.
Во время правления Исхака, в 733 (1332/33) году, бейлик посетил Ибн Баттута. Путешественник писал, что побывал в медресе Дюндара-бея напротив мечети Хызыра-бея в Эгридире. По словам Ибн Баттуты, султан Эгридира, бывший одним из ведущих правителей Анатолии, принимал его в течение месяца Рамадан. Исхак-бей, согласно Ибн Баттуте — доброжелательный и религиозный человек, каждый день посещавший мечеть во второй половине дня и слушавший чтение сур. Он был щедрым человеком, занимавшимся благотворительностью. Ещё при жизни отца он совершил хадж.
Исхак присоединил к бейлику часть земель Эшрефидов: Акшехир, Бейшехир, Сейдишехир. Он, как и его отец Дюндар, использовал титул султана, и правил в Эгридире как старший бей, родственники которого управляли городами бейлика. Так, брат Исхака Мехмед правил в Гёльхисаре. После посещения Исхака в Эгридире Ибн Баттута посетил Гёльхисар, который описал как неприступный город, стоявший на возвышении посреди озера. Мехмед, как и Исхак, щедро одарил путешественника. Сын Исхака, Зекерия, правил в Теке-Карахисаре. По словам Аль-Умари, дополнительно Зекерия владел 3 городами и 12 замками и имел в подчинении 1500 солдат. Сын Исхака Хызыр правил в Улуборлу. Музафферуддин Мустафа-бей, сын брата Исхака, Мехмеда, правившего в Гёльхисаре, правил в Бурдуре.
В источниках указывалось, что большое здание с одним куполом под названием «Ханка» было построено в местечке Язла возле Эгредира по завещанию Мубаризеддина Исхака-бека в 736 (1335/36) году. Согласно надписи на сооружении, Исхак-бей умер до 1335 года. Из надгробий в Язле известно, что у Мубаризедина Исхака-бея кроме сыновей была дочь Хавва Хатт.
Некоторые историки утверждали, что после смерти Исхака бейлик возглавил Музафферуддин Мустафа-бей. Но согласно надписи на медресе Музафферие, построенном Мустафой-беем в 745 (1344-45) годах, Мустафа в эти годы всё ещё правил в Бурдуре. К тому же, в 1335 году был жив Хызыр, сын Исхака. Поэтому маловероятно, что Исхаку наследовал племянник.